# Tumanskij M-87
Il Tumanskij M-87, citato semplicemente anche come M-87, era un motore aeronautico radiale 14 cilindri a doppia stella raffreddato ad aria sviluppato, dall'OKB 300 diretto da Sergej Konstantinovič Tumanskij, in Unione Sovietica negli anni trenta.
Sviluppo del precedente M-86, equipaggiò alcuni modelli, principalmente di bombardieri bimotori e prototipi, di produzione sovietica in servizio nel periodo prebellico e nella seconda guerra mondiale.

## Storia del progetto

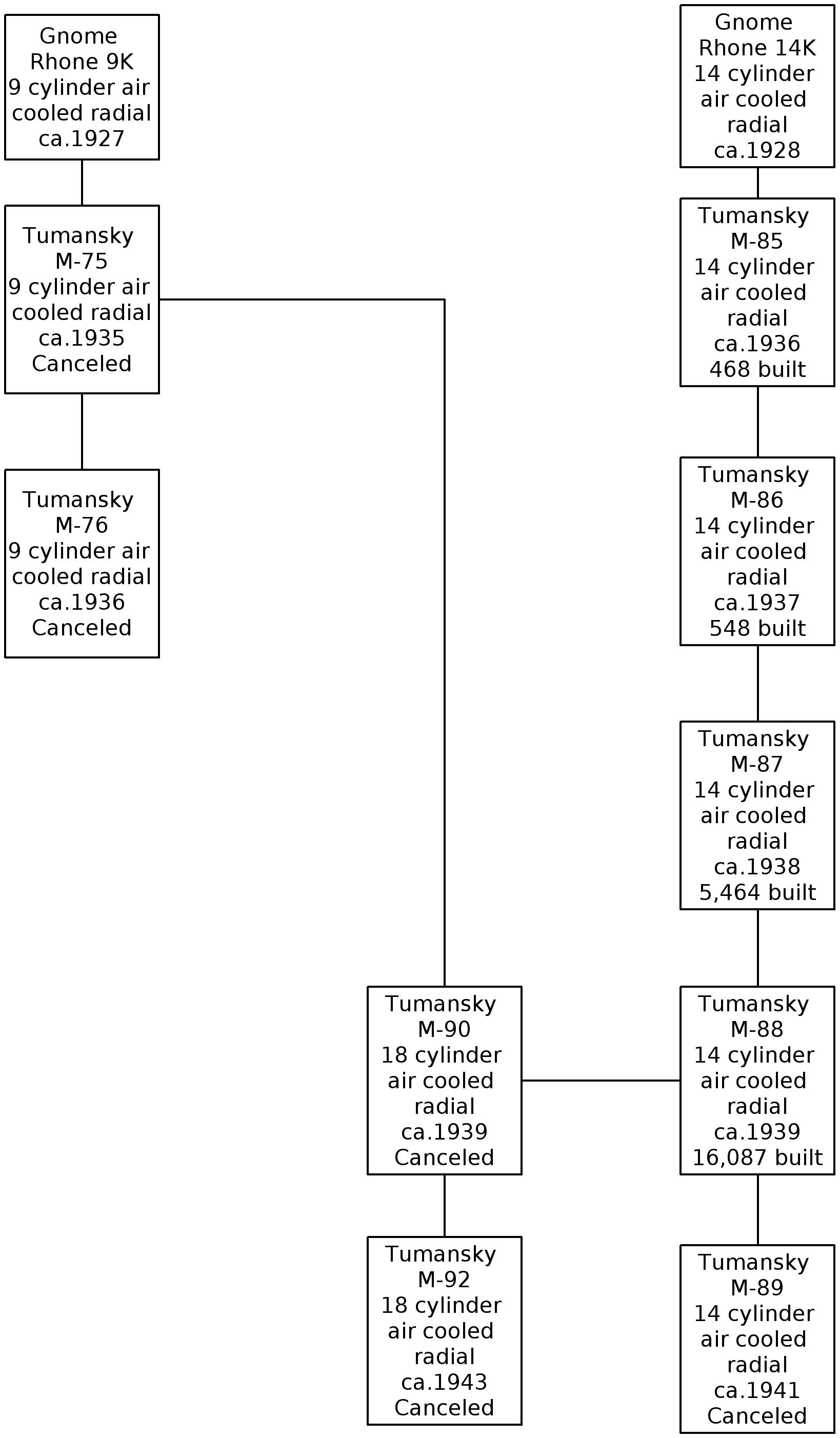
Albero genealogico della famiglia dei motori endotermici Tumanskij.

La famiglia di motori radiali sviluppati dall'ufficio di progettazione (OKB) diretto da Sergej Tumanskij si basava sull'originario francese Gnome-Rhône 14K "Mistral Major". La necessità di soddisfare la richiesta emessa dal governo sovietico per la produzione di un motore di produzione nazionale diede origine al primo capostipite, l'M-75 che, pur mantenendo inalterate le misure interne delle camere di scoppio, originò una serie di successivi sviluppi fino all'M-87, realizzato nel 1937-1938.
Questo si differenziava dal suo diretto predecessore, l'M-86, per una serie di migliorie introdotte nella struttura e negli elementi interni, specie dalla versione M-87A, che presentava una testa riprogettata e l'adozione di nuovi pistoni al fine di elevare il rapporto di compressione da 5,5:1 a 6,1:1 e quindi le prestazioni generali. Il nuovo modello garantiva migliori prestazioni ad alta quota e fu avviato alla produzione in serie nel 1938. Tuttavia risultò inaffidabile soffrendo di malfunzionamenti all'ingranaggeria del gruppo di riduzione interposto al mozzo dell'elica.
Successivamente venne introdotta la versione M-87B che incrementava la potenza disponibile grazie ad ulteriori migliorie nella lavorazione delle superfici, all'acquisizione di nuove tecnologie nel trattamento della superficie della canna del cilindro e con il conseguente irrigidimento strutturale del motore.

## Versioni
M-87
prima versione avviata alla produzione in serie, accreditata di una potenza disponibile pari a 708 kW.
M-87A
versione migliorata, accreditata di una potenza disponibile pari a 840/950 hp.
M-87B
ulteriore sviluppo, versione accreditata di una potenza disponibile pari a 950 hp.

## Apparecchi utilizzatori
Unione Sovietica
- Beriev MDR-5
- Ilyushin DB-3B
- Ilyushin Il-4
- Polikarpov I-180
- Sukhoi Su-2
- Tupolev ANT-51